# Lange Nacht der Kultur
Die Lange Nacht der Kultur ist eine Veranstaltung, in der die Besucher die Gelegenheit haben, einen Abend lang das Museums- und Kulturangebot der jeweiligen veranstaltenden Stadt zu einem deutlich reduzierten Preis, teilweise auch kostenfrei in Anspruch zu nehmen. Die Lange Nacht der Kultur wird in einigen Landesteilen auch Lange Nacht der Museen genannt. In den Kulturnächten sind meist auch Theater und Schauspiel beteiligt.
Die Lange Nacht der Kultur stellt einen Zusammenschluss örtlicher Museen, Theater, Schauspielergruppen und religiösen Einrichtungen dar. Mittlerweile bietet fast jede größere Stadt in Deutschland eine Lange Nacht der Kultur an. Unter anderem finden diese Nächte in Bayreuth, Berlin, Bremen sowie Bremerhaven, Düsseldorf, Darmstadt, Duisburg, Dortmund, Frankfurt am Main, Hamburg, Hannover, Kassel, München, Nürnberg und Stuttgart statt.

## Die Lange Nacht in Europa und den USA
Auch in Europa und in den USA erfreut sich die Lange Nacht der Kultur wachsender Beliebtheit. So finden in Paris und Amsterdam sowie in New York regelmäßig vergleichbare Veranstaltungen statt.
In den 1990er Jahren haben sich besonders in den Metropolen und den bevölkerungsreichen Regionen Europas und der USA kulturelle Veranstaltungen entwickelt, die einen hohen Bekanntheitsgrad genießen.
Seit Mitte 2000 findet diese Veranstaltung auch in Österreich, Liechtenstein und Südtirol jährlich statt. Auch hier sind die anwachsenden Teilnehmer- und Besucherzahlen hervorzuheben. So beteiligen sich an diesen Nächten mittlerweile über 600 Museen, Theater und weitere kulturelle Einrichtungen. Bei der Veranstaltung im Jahre 2008 besuchten fast 500.000 Menschen diese Veranstaltungen.
Seit den Anfängen der Langen Nacht der Kultur hat sich ein weiteres positives Detail herausgebildet: Viele kulturinteressierte Touristen reisen an, um die jeweilige Lange-Nacht-der-Kultur-Veranstaltung zu besuchen. Viele heimische Kultur-Interessierte besuchen diese Nächte des Öfteren.

## Besucher
Die Lange Nacht der Kultur lebt von ihrer Einmalig- und Einzigartigkeit. Wird sie zu oft veranstaltet, schwindet das Interesse, da die Grundkonzepte nicht wechseln und Eintönigkeit aufkommen könnte. In Folge musste beispielsweise im Januar 2007 die Lange Nacht der Museen in Berlin wegen Besucherschwund abgesagt werden. Hier sind die Kommunen, so die Veranstaltung beibehalten werden soll, gehalten, neue Konzepte zu entwickeln und breiter gefächerte Programme zu konzipieren. Jedoch findet in vielen Kommunen das Angebot stabilen oder wachsenden Zuspruch.